# Петула Кларк
Петула Кларк (англ. Petula Clark, нар. 15 листопада 1932, Епсом) — британська співачка, акторка і композиторка, чия кар'єра триває вже 70 років. Світової слави досягла в 1960-х з такими хітами як «Downtown», «I Know a Place», «My Love», «Colour My World», «A Sign of the Times» і «Don't Sleep in the Subway». За роки активної музичної діяльності Петули Кларк у світі розійшлося понад 68 мільйонів примірників її альбомів.

## Біографія
Як співачка Петула Селлі Олвін Кларк (англ. Petula Sally Olwen Clark) дебютувала ще дитиною в церковному хорі, а в роки Другої світової війни стала виступати на радіо BBC. У 1944 році вона вперше з'явилася на великому екрані, виконавши надалі ряд невеликих ролей у британських фільмах категорії «B». У 1950-х Кларк багато працювала на телебаченні, а до середини десятиліття активно зайнялася музичною кар'єрою, підписавши в 1955 році контракт із звукозаписною студією «Pye Records», з якою співпрацювала подальші пару десятиліть.
Після успішних виступів у паризькій «Олімпії» в 1958 році вона записала кілька хітів французькою, а також прокотилася з гастролями Францією і Бельгією. У подальші роки Петула Кларк була найбільш затребувана у Франції, хоча записала і кілька успішних хітів у Великій Британії. Світової слави вона досягла завдяки хіту «Downtown», записаному в 1964 році відразу кількома мовами, який приніс співачці премію «Греммі». У січні 1965 року пісня зайняла перші позиції в американських чартах і розійшлася тиражем в три мільйони примірників.
До середини 1970-х Петула Кларк помітно скоротила свої виступи, присвятивши себе чоловікові, продюсеру Клоду Вольфу, і трьом дітям.
В кінці 1960-х Кларк відродила свою акторську кар'єру, знявшись у двох музичних фільмах. У «Веселці Фініана» її колегою по екрану був Фред Астер, і роль Шенон МакЛонерган принесла їй номінацію на «Золотий глобус». Рік потому вона знялася з Пітером О'Тулом в музичній екранізації класичної новели Джеймса Гілтона «Прощавай, містер Чіпс».
Надалі вона продовжила свої музичні виступи, на початку 1990-х дебютувала на Бродвеї, а також гастролювала з власною театральною постановкою, де розповідала про своє життя і кар'єру. У 1998 році королева Великої Британії Єлизавета II присудила Петулі Кларк звання командора Британської імперії.